# Hemingwaya sarissa
Hemingwaya sarissa è un pesce osseo estinto, imparentato con i pesci spada e i pesci vela. Visse nel Paleocene superiore (circa 58 milioni di anni fa) e i suoi resti fossili sono stati ritrovati in Asia (Turkmenistan).

## Descrizione
Questo pesce era di dimensioni medio/piccole, e raggiungeva la lunghezza di 30 - 40 centimetri. I resti fossili di numerosi scheletri completi indicano che Hemingwaya possedeva un corpo allungato, percorso da una prima pinna dorsale alta e molto lunga, seguita da un'altra pinna dorsale più breve. Analogamente, erano presenti due pinne anali, una lunga e una corta. Il rostro era formato principalmente dalle premascelle ed era dotato di piccoli denti aguzzi, mentre la mandibola era leggermente più corta. Il corpo, dotato di 30-40 vertebre, era coperto da sei file longitudinali di scaglie modificate, mentre la coda era dotata di una pinna biforcuta. In generale, Hemingwaya assomigliava vagamente a un piccolo pesce vela.

## Classificazione
Hemingwaya è stato descritto per la prima volta nel 2002, ed è considerato il più antico rappresentante del gruppo degli Xiphioidei, che comprende pesci vela e pesci spada. Secondo lo studio di Sytchevskaya e Prokofiev (2002), Hemingwaya potrebbe essere stato il sister group degli attuali istioforidi (Istiophoridae). Il nome Hemingwaya deriva da quello di Ernest Hemingway, lo scrittore che diede vita a un memorabile incontro tra un pesce vela e un uomo nel romanzo Il vecchio e il mare.

## Paleoecologia
Probabilmente Hemingwaya abitava la zona epipelagica (di superficie) del mare, ma non era un nuotatore molto attivo. La conformazione del corpo di Hemingwaya suggerisce che questo animale non si spingeva in profondità, e probabilmente catturava le sue prede con brevi accelerazioni.